# 黄州站 (中国)

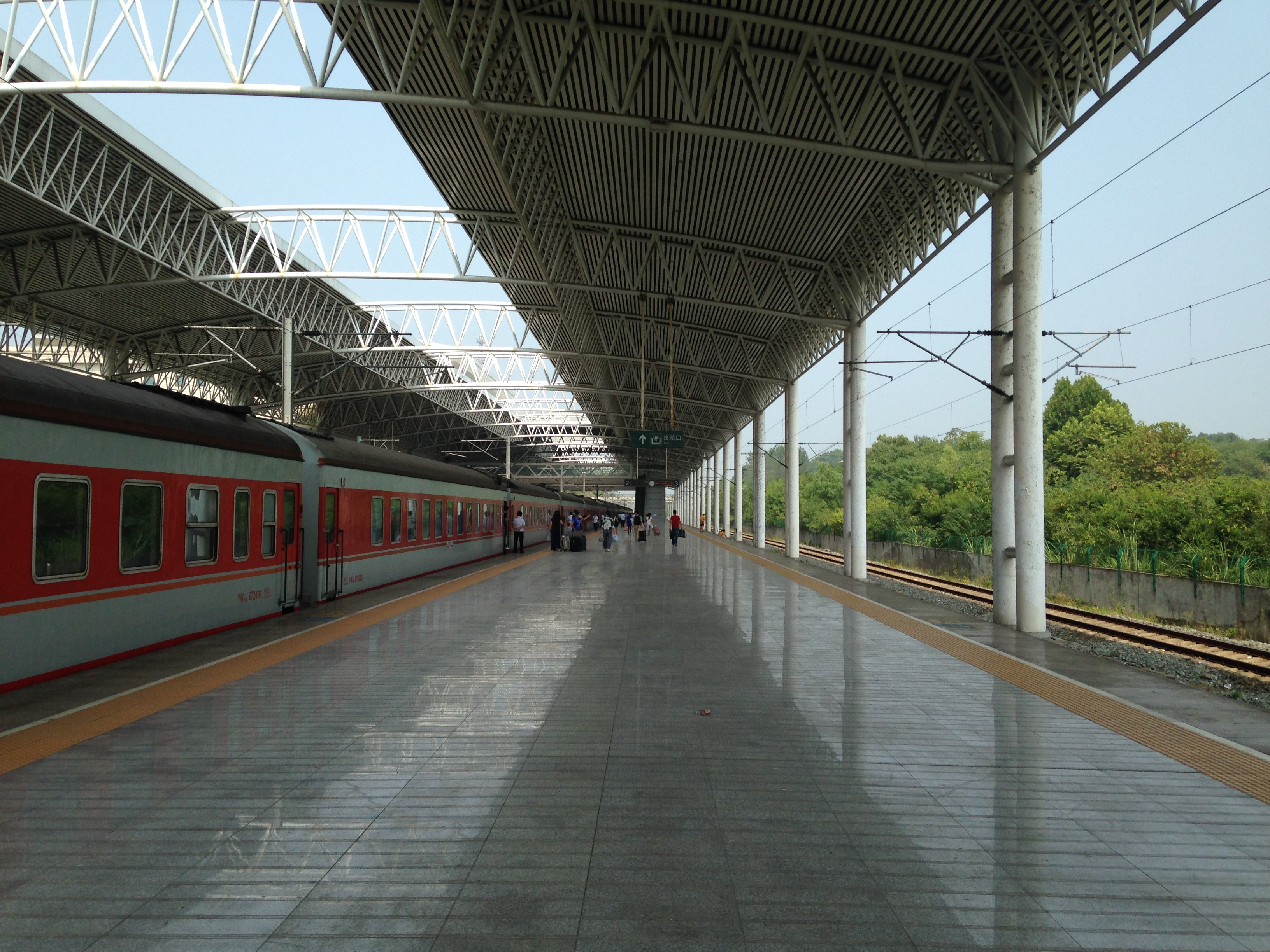
站台

黄州站，位于中华人民共和国湖北省黄冈市黄州区火车站开发区，是京九铁路和武黄铁路上的火车站，建于1994年，由武汉局集团管辖。

## 車站周邊
- 黄州客运站
- 晖华酒店
- 中国联通火车站合作营业厅
- 中国电信京港路营业厅
- 泓朗酒店
- 天顺商务酒店
- 火车站购物广场
- 中国移动火车站营业厅
- 滨港酒店

## 歷史
- 建于1994年。

## 外部連結
- 中国铁路客户服务中心 （页面存档备份，存于）